# Muchedent
 Muchedent  es una población y comuna francesa, en la región de Alta Normandía, departamento de Sena Marítimo, en el distrito de Dieppe y cantón de Longueville-sur-Scie.

## Demografía
| 124 | 112 | 115 | 96 | 117 | 129 |
| Para los censos de 1962 a 1999 la población legal corresponde a la población sin duplicidades (Fuente: INSEE [Consultar]) |     |     |    |     |     |